# Rachel Treweek
Rachel Treweek (z domu Montgomery; ur. 4 lutego 1963) – brytyjska duchowna anglikańska i logopeda, od 2015 biskup Gloucesteru. Jest pierwszą w historii Kościoła Anglii kobietą powołaną na urząd biskupa diecezjalnego.

## Biografia

### Życie świeckie i prezbiterium
Jest absolwentką University of Reading, gdzie w 1984 uzyskała licencjat z lingwistyki i zaburzeń mowy. Przez sześć lat pracowała jako logopeda dziecięcy w placówkach publicznej służby zdrowia. Po dopuszczeniu kapłaństwa kobiet w Kościele Anglii, rozpoczęła studia w Wycliffe Hall, anglikańskim kolegium teologicznym działającym przy Uniwersytecie Oksfordzkim. W 1994 uzyskała dyplom licencjata teologii i w tym samym roku przyjęła święcenia diakonatu. W 1995 została prezbiterem Kościoła Anglii, inkardynowanym do diecezji londyńskiej. W 1999 została proboszczem parafii w Bethnal Green, później równocześnie objęła także stanowisko wizytatora biskupiego. W 2006 została jednym z sześciu archidiakonów diecezji londyńskiej (w Kościele Anglii jest to najwyższe stanowisko, jakie w hierarchii kościelnej może zajmować prezbiter). W tym samym roku poślubiła Guya Treweeka, również posługującego jako kapłan diecezji londyńskiej.  

### Biskupstwo
Pod koniec marca 2015 została ogłoszona jej nominacja na biskupa diecezjalnego Gloucesteru. Choć była to trzecia nominacja biskupia dla kobiety, ogłoszona od czasu dopuszczenia biskupstwa kobiet w Kościele Anglii, to jednak dwie poprzednie dotyczyły biskupów pomocniczych, zaś bp Treweek miała jako pierwsza stanąć na czele diecezji. 15 czerwca 2015 jej nominacja została potwierdzona przez sąd metropolitalny, co, zgodnie z prawem kanonicznym Kościoła Anglii, dało jej władzę kanoniczną nad diecezją. 22 lipca 2015 w czasie uroczystego nabożeństwa w katedrze w Canterbury otrzymała sakrę biskupią z rąk abpa Justina Welby'ego, metropolity Canterbury i zarazem duchowego zwierzchnika całego Kościoła. 19 września 2015 odbył się jej ingres do katedry diecezjalnej. W październiku 2015 formalnie objęła mandat w Izbie Lordów jako jeden z lordów duchownych.